# Marcha do Sal

Mahatma Gandhi na marcha do sal.

A Marcha do Sal, também conhecida como Sal Satyagraha, Dandi March e Dandi Satyagraha, foi um ato de desobediência civil não-violenta na Índia colonial liderada por Mahatma Gandhi. A marcha de vinte e quatro dias durou de 12 de março de 1930 a 6 de abril de 1930 como uma campanha de ação direta de resistência fiscal e protesto não violento contra o monopólio britânico do sal.

## História
Outra razão para esta marcha foi que o Movimento de Desobediência Civil precisava de uma inauguração forte que inspirasse mais pessoas a seguir o exemplo de Gandhi. Gandhi iniciou esta marcha com 78 de seus voluntários de confiança. A marcha percorreu 239 milhas (385 km), de Sabarmati Ashram a Dandi, que era chamado de Navsari na época (agora no estado de Gujarat). Um número crescente de indianos se juntaram eles ao longo do caminho. Quando Gandhi quebrou as leis britânicas do sal do Raj às 8h30 do dia 6 de abril de 1930, provocou atos de desobediência civil em grande escala contra as leis do sal por milhões de indianos.
Depois de fazer o sal por evaporação em Dandi, Gandhi continuou para o sul ao longo da costa, fazendo sal e discursando em reuniões no caminho. O Partido do Congresso planejava encenar um satyagraha nas Dharasana Salt Works, 25 mi (40 km) ao sul de Dandi. No entanto, Gandhi foi preso na meia-noite de 4 a 5 de maio de 1930, poucos dias antes da ação planejada em Dharasana. A Marcha de Dandi e a que se seguiu Dharasana Satyagraha chamaram a atenção mundial para o movimento de independência da Índia por meio de extensa cobertura de jornais e cinejornais. A satyagraha contra o imposto sobre o sal continuou por quase um ano, terminando com a libertação de Gandhi da prisão e negociações com o vice-rei Lord Edward Wood na Segunda Conferência da Mesa Redonda. Embora mais de 60 000 indianos tenham sido presos como resultado do Salt Satyagraha, os britânicos não fizeram grandes concessões imediatas.
A campanha Salt Satyagraha foi baseada nos princípios de protesto não violento de Gandhi, chamados satyagraha, que ele traduziu livremente como "força da verdade". Literalmente, é formado a partir das palavras sânscritas satya, "verdade", e agraha, "insistência". No início de 1930, o Congresso Nacional Indiano escolheu a satyagraha como sua principal tática para conquistar a soberania indiana e o autogoverno do domínio britânico e nomeou Gandhi para organizar a campanha. Gandhi escolheu o British Salt Act de 1882 como o primeiro alvo da satyagraha. A Marcha do Sal a Dandi e o espancamento da polícia colonial de centenas de manifestantes não-violentos em Dharasana, que recebeu cobertura da imprensa mundial, demonstrou o uso efetivo da desobediência civil como técnica para combater a injustiça social e política. Os ensinamentos satyagraha de Gandhi e a Marcha para Dandi tiveram uma influência significativa nos ativistas americanos Martin Luther King Jr., James Bevel e outros durante o Movimento dos Direitos Civis pelos direitos civis dos afro-americanos e outros grupos minoritários na década de 1960. A marcha foi o desafio organizado mais significativo à autoridade britânica desde o movimento de não cooperação de 1920-1922, e seguiu diretamente o Purna Swaraj declaração de soberania e autogoverno pelo Congresso Nacional Indiano em 26 de janeiro de 1930.  Ganhou atenção mundial que deu impulso ao movimento de independência indiana e iniciou o movimento nacional de desobediência civil que continuou até 1934.